# KGMB
KGMB es el canal de televisión afiliado a la CBS en Hawái, en la cual su transmisor principal ubicado en Honolulu emite en el canal 22 digital. La estación es propiedad de Raycom Media, que la adquirió en 2009 a HITV Operating Company, Inc. Al igual que las grandes estaciones de TV en Hawái, KGMB opera varias estaciones satélite y repetidoras a lo largo y ancho del archipiélago para retransmitir programas fuera del área metropolitana de Honolulu.

## Historia
KGMB fue la primera estación televisiva en Hawái, emitiendo sus primeros programas el 1 de diciembre de 1952. Era propiedad de una asociación del futuro congresista Cec Heftel, propietario de KGMB-AM 590, y el periódico Honolulu Star-Bulletin. Emitía programación de las tres grandes cadenas, pero era una afiliada primaria a CBS debido a la larga afiliación de KGMB-AM con CBS Radio. NBC salió del aire en las islas cuando KONA-TV (actual KHON-TV) debutó dos semanas después de que comenzara KGMB, y ABC se trasladó a KULA-TV (actual KITV) que comenzó en 1954, dejando a KGMB como una afiliada exclusiva de CBS.
Lee Enterprises compró KGMB-AM-TV en 1977. Ésta vendió KGMB-AM en 1980; dicha estación es la actual KSSK-AM.
En 2000, Lee se retiró de la industria televisiva y vendió la mayoría de sus conglomerados de televisión, incluyendo KGMB, a Emmis Communications. Posteriormente, dado que Emmis se retiraría de la industria televisiva, vendió KHON a Montecito Broadcast Group en 2006. El 20 de febrero de 2007, Emmis anunció que KGMB y sus satélites serían vendidas a HITV Operating Company, Inc. (una subsidiaria de MCG Capital), por 40 millones de dólares.  La Comisión Federal de Comunicaciones aprobó dicha venta a finales de mayo de 2007, y la venta se completó el 4 de junio.
Entre 2002 y 2004, KGMB emitía una selección de programas de la actualmente fenecida cadena UPN como afiliada secundaria. En el mercado televisivo de Honolulu, KFVE anteriormente era afiliada de UPN entre 1995 y 2002, cuando la estación decidió salirse de UPN para cambiar su afiliación primaria a The WB. KGMB era una de las dos estaciones que emitía la programación de UPN en una base secundaria en Hawái durante dicho período; KHON-TV era la otra. KIKU-TV llevó la afiliación secundaria a UPN en el otoño de 2004.
Por varios años, KGMB se denominaba a sí misma como One of the Good Things About Hawaii (en español: Una de las buenas cosas acerca de Hawaii) debido a su rica historia de programación local emitida exclusivamente para Hawái. Ahora posee un énfasis en el tiempo, y la estación se denomina Hawaii's Severe Weather Station (en español: La estación del tiempo en Hawaii).
Poco tiempo después de que HITV tomó el control del canal, KGMB cambió su logotipo e introdujo un nuevo estudio para los noticieros y equipo de gráficas. También rediseñó su sitio web.

## Programación
KGMB emite toda la programación de CBS, a pesar de que la estación ocasionalmente desplaza la transmisión del horario estelar a la madrugada para dejar espacio a la emisión de eventos locales.
Entre septiembre de 2005 y agosto de 2007, KGMB emitió el programa matinal de noticias sindicado, The Daily Buzz cada semana de lunes a viernes de 5 a 7 a. m. (A pesar de que The Daily Buzz es un programa de tres horas, KGMB sólo emitía las dos primeras horas) Durante este período fue la única afiliada a las tres grandes cadenas en Estados Unidos que emitió dicho programa. La estación dejó de emitir el programa el 17 de agosto de 2007 para dejar espacio al nuevo noticiero matinal de KGMB, denominado Sunrise on KGMB9, el cual fue lanzado el 17 de septiembre. The Daily Buzz se trasladó al subcanal digital de The CW en KHON-TV ("Hawaii's CW 93") al lunes siguiente, el 20 de agosto
KGMB emite las teleseries de CBS en un orden distinto al que se emite en la mayoría de las otras afiliadas, específicamente emite en el siguiente orden: The Bold and the Beautiful (a las 11:30 a. m.), Guiding Light (a las 12 del mediodía), The Young and the Restless (1 p. m.), y As the World Turns (2 p. m.). En la mayoría de las otras cadenas, primero se emite The Young and the Restless, después The Bold and the Beautiful, As the World Turns, y Guiding Light.
Los días de semana (fuera de las horas de cadena), KGMB emite los programas sindicados de estreno, tales como Deal Or No Deal, Jeopardy!, Rachael Ray, y The Insider durante las horas del día, y repeticiones de los sitcoms Frasier y One on One durante horas de la madrugada.

## Televisión de alta definición
KGMB-DT actualmente transmite en 1080i en el canal 9.1. Los eventos en vivo tales como partidos de la NFL o básquetbol universitario están disponibles en alta definición para los residentes de Honolulu. Recientemente, KGMB mejoró sus sistemas de transmisión, con lo cual programas como CSI: Miami, The Unit y The Late Show with David Letterman, que son recibidos desde el continente en la tarde en definición estándar y son emitidos en alta definición en la noche en Hawái.
El 14 de enero de 2008, el canal KGMB en alta definición comenzó a estar disponible en Oceanic Time Warner Cable en el canal 1007. Antes de esa fecha, KGMB era la única estación de las 4 grandes cadenas que no estaba disponible en alta definición en Oceanic Cable. Un acuerdo temporal se logró el 2 de febrero de 2007 para emitir el Super Bowl XLI en alta definición por KGMB.
KGMB9 produce programación local en alta definición, sin embargo el noticiero no se emite en dicho formato, pero podría hacerlo en un futuro no muy lejano.
El 13 de diciembre de 2008, KGMB señaló en un artículo que KHNL, la afiliada local a NBC, iniciaría las transmisiones del primer noticiero en alta definición, y que KGMB iniciaría dichas emisiones en unos meses más debido al traslado de sus dependencias de transmisión. Por ende, también se ha señalado que las transmisiones en formato "widescreen" y en alta definición comenzarían en julio de 2009.

## Estaciones satélite
Estas estaciones, además de las repetidoras K57BI en Waimea y K69BZ en Lihue, retransmiten la señal de KGMB a través de Hawái:
Notas:
- 1. KGMD-TV usó la sigla KPUA-TV desde su lanzamiento en 1955 hasta 1975 o 1976.
- 2. KGMV usó la sigla KMAU-TV desde su lanzamiento en 1955 hasta 1976 o 1977.

## Televisión digital
El 15 de enero de 2009, KGMB y KGMD-TV trasladaron sus señales digitales a sus frecuencias análogas (ambas en el canal 9), mientras que KGMV aún se mantiene en el canal 24, usando el Protocolo de Información de Programas y Sistemas para desplegar el canal virtual de KGMV en el canal 3.

## En la cultura popular
KGMB-TV apareció en la película de surf de 1964, Ride the Wild Surf. Russ, el reportero de KGMB, interpretado por Robert Kenneally, cubría la competencia de surf en la playa. La furgoneta de producción de KGMB-TV aparece en varias escenas.
Las furgonetas y el equipo de KGMB también aparecían frecuentemente en el programa de CBS Hawaii Five-O.